# Кубок Сербії і Чорногорії з футболу
Кубок Сербії і Чорногорії з футболу (серб. Куп Србије и Црне Горе у фудбалу) — кубковий футбольний турнір у Сербії і Чорногорії, що проводиіся щорічно з 2003 по 2006 роки. Змагання проводилися під егідою Футбольного союзу Сербії і Чорногорії. Переможець отримував право грати у Кубку УЄФА. 

## Історія
Виник у 2003 році після створення Сербії і Чорногорії і став правонаступником Кубку Югославії.
У 2006 році з розпадом Сербії і Чорногорії припинив існування, а замість нього кожна новоутворена держава створила власний кубок — Кубок Сербії та Кубок Чорногорії.

### Фінали розіграшу Кубка
| Сезон | Переможець      | Результат  | Фіналіст        |
| ----- | --------------- | ---------- | --------------- |
| 2003  | «Сартід»        | 1 — 0 (ОТ) | «Црвена Звезда» |
| 2004  | «Црвена Звезда» | 1 — 0      | «Будучність»    |
| 2005  | «Железник»      | 1 — 0      | «Црвена Звезда» |
| 2006  | «Црвена Звезда» | 4 — 2      | ОФК Белград     |

### Володарі Кубка Сербії і Чорногорії
| Клуб            | Перемог | Фіналів | Роки перемог |
| --------------- | ------- | ------- | ------------ |
| «Црвена Звезда» | 2       | 2       | 2004, 2006   |
| «Сартід»        | 1       | 0       | 2003         |
| «Железник»      | 1       | 0       | 2005         |
| «Будучність»    | 0       | 1       |              |
| ОФК Белград     | 0       | 1       |              |